# Ashley Johnson
Ashley Johnson est une actrice et chanteuse américaine, née le 9 août 1983 à Camarillo en Californie.
Elle est principalement connue pour son rôle de Chrissy Seaver dans la série Quoi de neuf docteur ?, pour avoir joué la fille de Mel Gibson dans Ce que veulent les femmes, pour son rôle de Patterson dans Blindspot depuis 2015 et pour ses rôles dans l'émission de Donjons & Dragons Critical Role.
Elle est également prolifique dans l'animation et le jeu vidéo, son rôle le plus marquant étant celui d'Ellie dans le jeu vidéo The Last of Us et sa suite, tous deux développés par le studio Naughty Dog. Dans l'animation, elle prête sa voix à différents personnages comme Gretchen Grundler dans le dessin animé La Cour de récré (Disney's Recess), Gwen Tennyson dans la série Ben 10: Alien Force et ses deux suites Ben 10: Ultimate Alien et Ben 10: Omniverse ou encore  Terra dans Teen Titans et sa suite Teen Titans Go!.

## Biographie

### Enfance
Ashley Johnson est née à Camarillo, en Californie. Elle est la plus jeune fille de Nancy Spruiell Johnson, une productrice de films indépendants, et de Clifford Johnson, le capitaine d'un navire d'exploration. Son père est mort en juillet 2000 d'un cancer du foie et du poumon. Elle a des origines suédoise, danoise, irlandaise, écossaise et amérindienne. Quand elle n'avait que neuf jours, le travail de son père l'a emmenée dans le Michigan. La famille s'est installée dans le village de Franklin, parmi les riches banlieues nord de Detroit.
À l'âge de quinze ans, elle obtient son diplôme d'études secondaires.

### Carrière
Ashley Johnson a une carrière d'actrice prolifique à un jeune âge. Avant l'âge de vingt-et-un ans, elle rejoint le casting de pas moins de huit séries télévisées. Sa carrière commence au cinéma à l'âge de six ans, quand elle joue le rôle Nicole Gaultier, nièce du personnage de Jean-Claude Van Damme, dans le long-métrage Full Contact, puis à la télévision avec le rôle de Chrissy Seaver dans la sitcom Quoi de neuf docteur ? (1990-1992). L'âge du personnage s'accélère à partir d'un enfant en bas âge entre les saisons à des fins de scénario. Dans la série d'une unique saison Phenom (1993-1994), elle a joué le rôle de la jeune sœur espiègle d'une adolescente, étoile montante de tennis. Johnson est ensuite apparue en 1994 dans la sitcom All-American Girl, qui n'a également duré qu'une seule saison. Elle a joué Lisa, la petite amie de DJ dans l'épisode The Blaming of the Shrew de la série Roseanne en 1995 et a joué Alex Maréchal, la fille du personnage de Mel Gibson, dans la comédie Ce que veulent les femmes (2000).
En 2008, elle a obtenu un rôle récurrent dans la série TV Dirt. avec le personnage de Sharlee Cates.
En 2009, Johnson est apparue dans Omega, l'épisode final de la saison une de la série Dollhouse de Joss Whedon.
En 2012, elle apparaît dans Avengers (également réalisé par Whedon) dans le rôle d'une serveuse sauvée par Captain America (Chris Evans). Elle reprend ce rôle, en 2016, dans l'adaptation du film en jeu vidéo, Lego Marvel's Avengers. Bien que ce fût un rôle mineur, l'édition Blu-ray d'Avengers contient quelques scènes supprimées qui élargissent son rôle dans le film ainsi que ses interactions avec Captain America,.
Elle est également très présente dans l'animation et les jeux vidéo. Ainsi, elle interprète Sean dans le film d'animation The First Snow of Winter (en) en 1998, Gretchen Grundler dans la série d'animation de Walt Disney La Cour de récré (Recess), Terra dans Teen Titans : Les Jeunes Titans, Jinmay dans Super Robot Monkey Team Hyperforce Go! et Gwen Tennyson dans Ben 10: Alien Force et les différentes variations de la franchise Ben 10. Quatre de ses rôles ont des interactions amoureuses avec des personnages interprétés par Greg Cipes (Chiro dans Super Robot Monkey Team Hyperforce Go!, Kevin dans Ben 10, Beast Boy dans Teen Titans, et Michelangelo dans Les Tortues Ninja).
Elle apparaît également dans le jeu exclusif PlayStation The Last of Us dans le rôle d'Ellie, qui est un succès commercial acclamé par la critique. Elle gagne d'ailleurs deux prix pour cette interprétation : celui de Meilleur interprète aux BAFTA Awards et celui de Best Voice Actress aux VGX Awards.
Le 12 mars 2015, elle remporte un autre BAFTA Awards comme Meilleur interprète pour ce même rôle d'Ellie dans le contenu téléchargeable du jeu The Last of Us: Left Behind. Depuis 2015, Johnson incarne le rôle de Patterson, une spécialiste en informatique et hacking du FBI, dans la série dramatique de NBC Blindspot, et également l'une des participantes permanentes de l'émission YouTube à succès, Critical Role, où elle joue dans la première campagne le personnage de Pike Trickfoot, la clerc gnome. Dans la deuxième campagne, elle incarne Yasha, une barbare aasimar. Elle est aussi présidente de la Critical Role Foundation, la branche de la série dédiée à la charité crée en septembre 2020.
Elle reprend le rôle d'Ellie dans The Last of Us Part II, sorti le 19 juin 2020 sur PS4.
En 2022, le réalisateur et créateur de la franchise vidéoludique The Last of Us, Neil Druckmann confirme la présence de l'actrice dans l'adaptation en série télévisée série The Last of Us dans lequel elle incarnera un autre personnage. Elle incarne alors l'infirmière Anna Williams, la mère d'Ellie, dans le dernier épisode de la première saison.

## Vie privée
Ashley Johnson a étudié le violon et le piano à l'École internationale de musique ; elle joue aussi de la guitare et du violoncelle. Quand elle n'est pas accaparée par un rôle ou en train d'étudier la musique, Johnson co-dirige la société de photographie Infinity Pictures avec son amie, l'assistante de production Mila Shah.
Son frère aîné, Chris, a travaillé sur la série télévisée Washington Police (The District). Sa grande sœur Haylie est mariée à Jonny Lang.
Depuis 2012, elle est en couple avec l'écrivain, poète et chanteur américain Brian Wayne Foster. En mai 2023, il a été reporté qu'elle essayait de mettre fin à leur relation depuis deux ans et demi à la suite de violences conjugales. Ils ont finalement rompu.

## Filmographie

### Longs métrages
- 1990 : Full contact (Lionheart) de Sheldon Lettich : Nicole Gaultier
- 1995 : Neuf mois aussi (Nine Months) de Chris Columbus : Shannon Dwyer
- 1998 : Dancer, Texas, le rêve de la ville (Dancer, Texas Pop. 81) de Tim McCanlies : Josie Hemphill
- 1999 : Ma mère, moi et ma mère (Anywhere But Here) de Wayne Wang : Sarah
- 2000 : Ce que veulent les femmes (What Women Want) de Nancy Meyers : Alexandra « Alex » Marshall
- 2001 : Rustin de Rick Johnson
- 2003 : The Failures (en) de Tim Hunter : Lilly Kay
- 2004 : Killer Diller (en) de Tricia Brock : Angie
- 2004 : King of the Corner (en) de Peter Riegert : Elena Spivak
- 2005 : Nearing Grace (en) de Rick Rosenthal : Merna
- 2006 : Fast Food Nation de Richard Linklater : Amber
- 2007 : Les Frères Solomon (The Brothers Solomon) de Bob Odenkirk : Patricia
- 2008 : Otis de Tony Krantz : Riley Lawson
- 2008 : Columbus Day de Charles Burmeister : Alana
- 2009 : Toy Boy (Spread) de David Mackenzie : Eva
- 2011 : La Couleur des sentiments (The Help) de Tate Taylor : Mary Beth Caldwell
- 2012 : Avengers (Marvel's The Avengers) de Joss Whedon : Beth
- 2013 : Beaucoup de bruit pour rien (Much Ado About Nothing) de Joss Whedon : Margaret
- 2013 : Here Comes the Night de Peter Shanel et Peter Kline : Claire
- 2016 : Punching Henry (en) de Gregori Viens : Danielle
- 2018 : Juneviles de Nico Sabenorio : Mrs. Taylor
- 2018 : Weight de Rob Margolies : Liza

### Longs métrage d'animation
- 2001 : La Cour de récré: les vacances de Noël : Gretchen Grundler
- 2001 : La Cour de récré: Vive les vacances ! : Gretchen Grundler
- 2003 : La Cour de récré: Rentrée en classe supérieure : Gretchen Grundler
- 2003 : La Cour de récré: Les petits contre-attaquent : Gretchen Grundler
- 2014 : Souvenirs de Marnie : Emily

### Courts métrages
- 2006 : The Pity Card : Gretel
- 2008 : Pie'n Burger : Holly
- 2014 : The Arrangement : Arizona Barrett
- 2016 : The Story of Vox Machina : Pike Trickfoot
- 2016 : Infinity Train (Pilote) : Tulip Olsen

### Téléfilms
- 1993 : Les Silences d'un homme de Harry Winer : Cindy
- 1993 : In the Shadows, Someone's Watching de Richard Friedman : Jeune fille aveugle
- 1995 : Les Nouvelles Aventures d'Annie de Ian Toynton : Annie Warbucks
- 1999 : Partners de Brett Ratner : Janie
- 2004 : Sweden, Ohio
- 2004 : Quoi de neuf docteur - La famille avant tout de Joanna Kerns : Chrissy Seaver
- 2010 : L'Ange des neiges de Gil Junger : Jenny

### Téléfilms d'animation
- 1993 : La ville oubliée du Père Noël : Granddaughter

### Séries télévisées
- 1990-1992 : Quoi de neuf docteur ? : Chrissy Seaver (48 épisodes)
- 1993-1994 : Madame et ses filles : Mary Margaret Doolan (22 épisodes)
- 1994 : All-American Girl : Casey Emmerson (12 épisodes)
- 1995 : Roseanne : Lisa (1 épisode)
- 1995-1996 : Maybe This Time : Gracie Wallace (18 épisodes)
- 1997 : Wings : Rebecca (1 épisode)
- 1997 : Moloney (en) : Kate Moloney (3 épisodes)
- 1998 : Urgences : Dana Ellis (2 épisodes)
- 1998 : Kelly Kelly : Maureen Kelly (7 épisodes)
- 2002 : Roswell : Eileen Burrows (saison 3, épisodes 13 et 14)
- 2002 : Providence : Daphne Wallace (3 épisodes)
- 2007 : Monk : Monk à votre service : Susie, la femme de chambre (saison 5, épisodes 12)
- 2007 : Les Experts : Dreama Little (saison 7, épisode 21)
- 2008 : Dirt : Sharlee Cates (saison 2)
- 2008 : Mentalist : Clara Tennant (saison 1, épisode 7)
- 2009 : Dollhouse : Hayden Leeds/Wendy/Caroline (2 épisodes)
- 2010 : Cold Case : Affaires classées : Grace Stearns en 1966 (saison 7, épisode 1)
- 2010 : Lie to Me : Valery (saison 2, épisode 11)
- 2012 : Drop Dead Diva : Veronica Kramer (saison 4, épisode 8)
- 2012 : Private Practice : Kelly (saison 5, épisode 13)
- 2013 : Masters of Sex : Flora Banks (saison 1, épisode 10)
- 2014 : Spooked : Morgan (4 épisodes)
- 2015 : Stalker : Stéphanie Beekman (1 épisode)
- 2015-2017 : Critical Role, 1ère campagne : Pike Trickfoot (38 épisodes)
- 2015-2020 : Blindspot : Patterson
- 2016 : Drunk History : Elizabeth Cherry (1 épisode)
- 2018-2021 : Critical Role, 2ème campagne : Yasha Nydoorin
- depuis 2021 : Critical Role, 3ème campagne : Fearne Calloway
- 2023 : The Last of Us : Anna Williams

### Séries télévisées d'animation
- 1996-1998 : Jumanji : Peter Sheperd (21 épisodes)
- 1997-2001 : La Cour de récré : Gretchen Grundler (129 épisodes)
- 2004-2005 : Super Robot Monkey Team Hyperforce Go! : Jinmay (6 épisodes)
- 2004-2006 : Teen Titans : Terra (7 épisodes)
- 2008-2010 : Ben 10: Alien Force : Gwen Tennyson (46 épisodes)
- 2011-2013 : Pound Puppie : Amelia/Giblet/Gina/Toyo (6 épisodes)
- 2012-2013 : Naruto: Shippûden : Shiseru (6 épisodes)
- 2012-2014 : Ben 10: Omniverse : Gwen Tennyson (21 épisodes)
- 2013-2016 : Teen Titans Go! : Terra (4 épisodes)
- 2015 : Teenage Mutant Ninja Turtles : Renet (2 épisodes)
- 2019-2020 : Infinity Train : Tulip Olsen; Lake/Mirror Tulip (20 épisodes)
- 2022-en production : The legend of Vox Machina : Pike Trickfoot (18 épisodes)

## Ludographie
- 2005 : Teen Titans : Terra

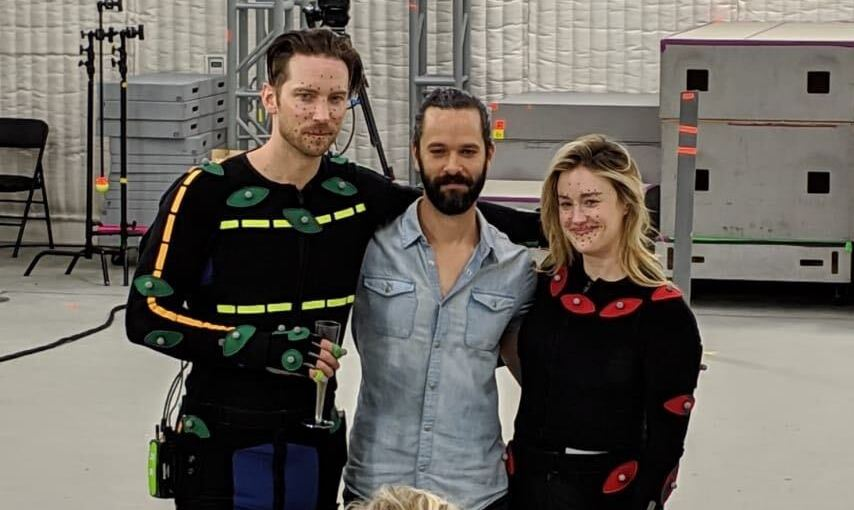
Ashley Johnson avec Neil Druckmann et Troy Baker lors de la capture de mouvement de The Last of Us Part II.

- 2008 : Ben 10: Alien Force : Gwen Tennyson
- 2009 : FusionFall (en) : Gwen Tennyson
- 2009 : Ben 10 Alien Force: Vilgax Attacks : Gwen Tennyson
- 2010 : Ben 10 Alien Force: The Rise of Hex : Gwen Tennyson
- 2010 : Ben 10 Ultimate Alien: Cosmic Destruction : Gwen Tennyson
- 2011 : Cartoon Network : Le Choc des héros : Gwen Tennyson
- 2013 : The Last of Us : Ellie
- 2014 : The Last of Us: Left Behind (DLC) : Ellie
- 2014 : Infamous: First Light : Jenny
- 2015 : Tales from the Borderlands : Gortys/Voix additionnel
- 2015 : Minecraft: Story Mode : Petra
- 2015 : Skylanders: SuperChargers : Gadfly Glades Collector
- 2016 : The Witness
- 2016 : Lego Marvel's Avengers : Beth, la serveuse
- 2017 : Minecraft: Story Mode Saison 2 : Petra
- 2020 : The Last of Us Part II [8]: Ellie

## Voix francophones
En version française, Ashley Johnson est doublée par Charlyne Pestel dans Moloney, Ludivine Sagnier dans Ce que veulent les femmes, Gaëlle Marie dans Fast Food Nation, Carole Gioan dans Monk, Christine Bellier dans Dirt, Bénédicte Rivière dans L'Ange des neiges et Julia Boutteville dans Blindspot.
En version québécoise, elle est doublée par Charlotte Bernard dans Ce que femme veut.

## Distinctions

### Nominations
- 2014 : NAVGTR Awards de la meilleure performance dans un jeu vidéo pour The Last of Us (2013).
- 2021 : British Academy Video Games Awards de la meilleure performance dans un rôle principal dans un jeu vidéo pour The Last of Us Part II [8]: (2020).

### Récompenses
- 2013 : Spike Video Game Awards de la meilleure performance vocale féminine dans un jeu vidéo pour The Last of Us (2013).
- 2014 : British Academy Video Games Awards de la meilleure performance dans un jeu vidéo pour The Last of Us (2013).
- 2015 : British Academy Video Games Awards de la meilleure performance dans un jeu vidéo pour The Last of Us: Left Behind  (2013).
- 2021 : NAVGTR Awards de la meilleure performance dans un rôle principal dans un jeu vidéo pour The Last of Us Part II [8]: (2020).